# Сухин, Игорь Георгиевич
Игорь Георгиевич Сухин — советский шахматист, кандидат педагогических наук, член Союза писателей России, методолог шахматного образования.

## Биография
Родился 17 февраля 1953 года в посёлке Середа (ныне в черте г. Калуга). 
В 1976 году окончил МВТУ им. Н. Э. Баумана, инженер-механик. 
С 1976 по 1979 год инженер в НИИ ЦКБ “Геофизика”, с 1979 по 1993 год – в НИИ “Фонон”. 
С 1993 года научный сотрудник Института стратегии развития образования Российской академии образования. 18 декабря 2008 года защитил диссертацию «Дидактическое обеспечение развития способности действовать „в уме“ у дошкольников в контексте обучения игре в шахматы».
В настоящее время - старший научный сотрудник Института стратегии развития образования Российской академии образования, профессор кафедры «Инновационные технологии» ГАСИС, член Координационного совета по развитию шахматного образования в системе образования РФ.
Кандидат в мастера спорта по шахматам (чемпион клуба «Спартак» Москва, 1977).
Автор методики обучения шахматным азам детей с возраста 2 лет.
Игорь Георгиевич Сухин — автор учебно-методического комплекта для начальной школы «Шахматы — школе», автор многих книг для педагогов, родителей и детей. Суммарный тираж изданных книг — около 2 миллионов экземпляров. Книги переведены на английский, испанский и турецкий языки.
Лауреат издательства «Новая школа» в номинации «Самый многотиражный автор» (1995).

## Награды
1. Почётный работник общего образования Российской Федерации (2008).
2. Лауреат Премии Ю. И. Коваля (2009).
3. Лауреат Фонда Первого Президента Республики Саха (2012).

## Некоторые работы
1. Приключения в Шахматной стране. — М.: Педагогика, 1991. — 144 с. — ISBN 5-7155-0329-9.
2. La bolsita mágica del ajedrez. El ajedrez para los más pequeños. — Vigo: Academia Internacional de Ajedrez Kasparov. Escuela Internacional de Ajedrez Kasparov-Marcote. Asociación de Centros de Enseñanza Internacional Marcote (ACEIMAR), 1992. — 74 p. — ISBN 84-604-2749-8.
3. Волшебные фигуры, или Шахматы для детей 2 — 5 лет. — М.: Новая школа, 1994. — 160 с. — ISBN 5-7301-0024-8.
4. Шахматы, первый год, или Там клетки чёрно-белые чудес и тайн полны. — Обнинск: Духовное возрождение, 1998. — 164 с. — ISBN 5-7785-0014-9.
5. Игры с буквами и словами на уроках в школе и дома. Любимые сказки в кроссвордах, играх, загадках. — М.: АСТ-ПРЕСС, 1998. — 64 с. — ISBN 5-7805-0202-1.
6. Удивительные приключения в Шахматной стране. — М.: Поматур, 2000. — 176 с. — ISBN 5-86208-035-X.
7. Литературные викторины для маленьких читателей. — М.: Рольф, 2001. — 192 с. — ISBN 5-7836-0438-0.
8. 1000 самых знаменитых шахматных комбинаций. — М.: Астрель, АСТ, 2001. — 528 с. — ISBN 5-17-006329-6, 5-271-01661-7.
9. 1200 головоломок с неповторяющимися цифрами. — М.: Астрель, АСТ, Ермак, 2003. — 396 с. — ISBN 5-17-019317-3, 5-271-07173-1, 5-9577-0021-5.
10. Весёлая математика: 1500 головоломок для математических олимпиад, уроков, досуга: 1-7 класс. — М.: ТЦ «Сфера», 2003. — 192 с. — ISBN 5-89144-314-7.
11. Книга затей для учеников и учителей: Загадки, скороговорки, кроссворды, литературные и математические задания: 1-4 классы. — Тула: Родничок; М.: Астрель, АСТ, 2004. — 231 с. — ISBN 5-17-026840-8, 5-89624-147-X, 5-271-10101-0.
12. Судоку и суперсудоку на шестнадцати клетках для детей. — М.: АСТ, Астрель, 2006. — 128 с. — ISBN 5-17-036566-7, 5-271-13882-8.
13. 1600 головоломок с одинаковыми цифрами. — М.: АСТ, Астрель, 2007. — 384 с. — ISBN 5-17-040706-8.
14. Шахматы, второй год, или Играем и выигрываем. — Обнинск: Духовное возрождение, 2007. — 160 с. — ISBN 5-94198-019-1.
15. Шахматы для самых маленьких. — М.: Астрель, АСТ, 2007. — 279 с. — ISBN 978-5-17-003958-6, 978-5-271-00430-8.
16. Весёлые скороговорки для «непослушных» звуков. — Ярославль: Академия развития, Академия Холдинг, 2007. — 192 с. — ISBN 5-7797-0245-4.
17. Новые занимательные материалы: 1-4 классы. — М.: Вако, 2007. — 384 с. — ISBN 978-5-94665-543-9.
18. Чтение. Литературные викторины: 1-4 классы. — М.: Эксмо, 2007. — 320 с. — ISBN 978-5-699-22608-5.
19. Chess Gems: 1,000 Combinations You Should Know by Igor Sukhin (Author), Vladimir Kramnik (Introduction). — Boston: Mongoose Press, 2007—336 p. — ISBN 9780979148255.
20. Какуро для детей. — М.: АСТ, Астрель, 2008. — 128 с. — ISBN 978-5-17-044007-8.
21. Шахматы, третий год, или Тайны королевской игры: Часть 1. — Обнинск: Духовное возрождение, 2008. — 80 с. — ISBN 978-5-94198-021-3.
22. Шахматы, третий год, или Тайны королевской игры: Часть 2. — Обнинск: Духовное возрождение, 2008. — 80 с. — ISBN 978-5-94198-022-2.
23. 800 новых логических и математических головоломок. — М.: АСТ, Астрель, 2008. — 272 с. — ISBN 978-5-17-053947-5, 978-5-271-21147-8.
24. Gary’s Adventures in Chess Country. — Boston: Mongoose Press, 2008. — 152 p. — ISBN 978-0979148224.
25. Chess Camp. Volume 1: Move, Attack, and Capture. — Boston: Mongoose Press, 2010. — 114 с. — ISBN 9781936277070.
26. Chess Camp. Volume 2: Simple Checkmates. — Boston: Mongoose Press, 2010. — 113 с. — ISBN 9781936277087.
27. Chess Camp. Volume 3: Checkmates with Many Pieces. — Boston: Mongoose Press, 2010. — 113 с. — ISBN 9781936277094.
28. Шахматы, первый год, или Учусь и учу. — Обнинск: Духовное возрождение, 2011. — 120 с. — ISBN 978-594198-049-9.
29. Chess Camp. Volume 4: Elementary Endgames. — Boston: Mongoose Press, 2011. — 114 с. — ISBN 978-1-936277-27-8.
30. Chess Camp. Volume 5: Two Move Checkmates. — Boston: Mongoose Press, 2011. — 115 с. — ISBN 978-1-936277-28-5.
31. 1000 скороговорок с трудными звуками. — Ярославль: Академия развития, 2011. — 512 с. — ISBN 978-5-7797-1649-9.
32. Chess Camp. Volume 6: Tactics in Attack and Defense. — Boston: Mongoose Press, 2012. — 114 с. — ISBN 978-1-936277-29-2.
33. Chess Camp. Volume 7: Opening Tactics. — Boston: Mongoose Press, 2012. — 115 с. — ISBN 978-1-936277-30-8.
34. Задачи к курсу «Шахматы — школе»: Второй год обучения. — Обнинск: Духовное возрождение, 2012. — 272 с. — ISBN 978-5-94198-063-5.
35. Учебный предмет «Шахматы» в школе как инструмент развития мышления: История, методология, научные исследования и опыт внедрения. — LAP Lambert Academic Publishing, 2012. — 280 с. — ISBN 978-3-8443-0999-7.
36. Шахматы для детей. — М.: АСТ, Кладезь, 2014. — ISBN 978-5-17-044348-2, 978-5-17-081437-4.